# Kanton Versailles-Sud
Der Kanton Versailles-Sud ist ein französischer Wahlkreis im Arrondissement Versailles im Département Yvelines und in der Region Île-de-France; sein Hauptort ist Versailles. Vertreterin im Generalrat des Départements war von 1998 bis 2011 Monique Le Saint (UMP). Ihr folgte Marie-Hélène Aubert (DVD) nach.

## Gemeinden
Der Kanton besteht aus fünf Gemeinden und einem Teil der Stadt Versailles. Die nachfolgende Einwohnerzahl ist die gesamte Einwohnerzahl von Versailles. 
| Gemeinde           | Einwohner | Jahr | Postleitzahl | INSEE-Code |
| ------------------ | --------- | ---- | ------------ | ---------- |
| Buc                | 5868      | 2022 | 78350        | 78117      |
| Châteaufort        | 1540      | 2022 | 78117        | 78143      |
| Jouy-en-Josas      | 7985      | 2022 | 78350        | 78322      |
| Les Loges-en-Josas | 1655      | 2022 | 78350        | 78343      |
| Toussus-le-Noble   | 1176      | 2022 | 78117        | 78620      |
| Versailles         | 83918     | 2022 | 78000        | 78646      |